# The Short Game
Pour plus de détails, voir Fiche technique et Distribution.
The Short Game est un documentaire datant de 2013 réalisé par Josh Greenbaum, il présente la préparation et le parcours de huit participants au championnat du monde de golf US Kids de 2012 (U.S. Kids Golf World Championship).

## Synopsis
Le documentaire débute environ six mois avant le début des championnats du monde US Kids Golf 2012 se déroulant sur le célèbre parcours de Pinehurst en Caroline du Nord, et va à la rencontre de huit de ses futurs participants âgés de 7 ou 8 ans, et venant de divers horizons. On peut donc faire la connaissance de petits prodiges du golf originaires du monde entier (Paris, Manille, Johannesburg, Shenzhen, Floride...)  en pleine préparation pour ce championnat.
Une fois les jeunes enfants présentés, on observe le déroulement du tournoi et les aléas de la vie de ces très jeunes golfeurs. Ce documentaire montre ainsi les dessous du quotidien sous pression de ces prodiges, qui pour certains ont tenu un club avant même de savoir marcher.

## Fiche technique
- Réalisateur : Josh Greenbaum
- Producteurs : Josh Greenbaum, Christopher Legett, Rafael Marmor
- Producteurs exécutifs : Justin Timberlake, Jessica Biel
- Narrateur (version anglaise) : Edd Hall

## Anecdotes
Parmi les jeunes enfants vedettes du film certains ont déjà acquis une petite renommée, à l'image d'Allan Kournikova (en), demi-frère de la joueuse de tennis russe Anna Kournikova, d'Amari Avery, surnommée « la Tigresse » pour ses nombreux points communs avec Tiger Woods (même jour de naissance, même région de naissance, mêmes origines ethniques...) ou encore d'Augustin Valéry petit fils du célèbre poète français Paul Valéry.
Le documentaire compte plusieurs témoignages de noms prestigieux du golf tels que Jack Nicklaus (18 victoires en Grand Chelem), Annika Sörenstam (considérée comme la meilleure golfeuse de tous les temps), Gary Player (9 victoires dans les tournois majeurs) ou encore Chi-Chi Rodriguez (en) (premier porto-ricain à être intronisé au World Golf Hall of Fame).

## Critiques
D'après les 18 commentaires sur le site Rotten Tomatoes, il obtient la note de 6,2 sur 10 et un niveau d'approbation de 83%. Son score Metacritic est quant à lui de 51 sur une base de 10 avis.